# Sturisoma nigrirostrum
Sturisoma nigrirostrum (Стурізома чорноноса) — вид риб з роду Sturisoma родини Лорікарієві ряду сомоподібні.

## Опис
Загальна довжина сягає 22 см. Спостерігається статевий диморфізм: самиці трохи більші за самців. Голова подовжена. На морді є чорний виріст, що спрямовано донизу. Лоб плаский. З боків голови самця є щетинки. Рот невеличкий. Тулуб невисокий та подовжений. Хвостове стебло сильно витягнуте в довжину. Спинний плавець дуже високий, з короткою основою. Жировий плавець відсутній. Грудні плавці довгі, серпоподібні. Черевні плавці невеличкі. Анальний плавець витягнутий донизу. Хвостовий плавець розділений. Верхні та нижні промені хвостового плавця витягнуті в довжину на 10 см.
Забарвлення сіро-коричневе, спина темніше. Уздовж лінії спини, від морди до початку спинного плавця, проходить вузька темно-коричнева смуга. Такого ж кольору дуже широка безформна смуга йде збоку від морди до хвостового плавця, може перериватися, утворюючи плями. Нижня частина є сріблясто-білою. Плавці прозорі з дрібними цятками коричневого кольору у самиці та димчасті — у самця.
Під час нерест забарвлення самця змінюється на попелясто-чорне.

## Спосіб життя
Воліє до чистої води, насиченою киснем. Зустрічається в заплавах, невеличких річках з піщано-кам'янистим дном. Утворює невеличкі косяки. Вдень лежить на ґрунті, корчах, інших пласких поверхнях. Активна в присмерку. Живиться водоростевими обростаннями, іншою рослинністю, детритом.
Статева зрілість настає у віці 1—1,5 року. Самиця відкладає 100—200 ікринок на відкрите каміння. Самець охороняє кладку.

## Розповсюдження
Є ендеміком Перу. Мешкає у річках Укаялі та Мараньон.